# Liste de films français sortis en 1972
Listes de films français
- 1967
- 1968
- 1969
- 1970
- 1971
- 1972
- 1973
- 1974
- 1975

Liste non exhaustive de films français sortis en 1972

## 1972
| Titre                                    | Réalisateur                          | Distribution                                                             | Genre              | Notes |
| ---------------------------------------- | ------------------------------------ | ------------------------------------------------------------------------ | ------------------ | ----- |
| L'Amour l'après-midi                     | Eric Rohmer                          | Bernard Verley, Françoise Verley                                         | Comédie dramatique |       |
| L'aventure c'est l'aventure              | Claude Lelouch                       | Lino Ventura, Jacques Brel                                               |                    |       |
| L'Attentat                               | Yves Boisset                         | Jean-Louis Trintignant, Jean Seberg                                      |                    |       |
| Avoir vingt ans dans les Aurès           | René Vautier                         | Philippe Léotard, Alexandre Arcady                                       |                    |       |
| Le Bar de la Fourche                     | Alain Levent                         | Jacques Brel, Rosy Varte                                                 | Aventure           |       |
| César et Rosalie                         | Claude Sautet                        | Yves Montand, Romy Schneider                                             |                    |       |
| Le Charme discret de la bourgeoisie      | Luis Buñuel                          | Fernando Rey, Paul Frankeur                                              |                    |       |
| Chut !                                   | Jean-Pierre Mocky                    | Jacques Dufilho, Michael Lonsdale                                        |                    |       |
| La Course du lièvre à travers les champs | René Clément                         | Jean-Louis Trintignant, Robert Ryan                                      |                    |       |
| La Cravache                              | Pierre Kalfon                        | Pierre Forget (acteur), Gil de Lesparda Richard Laigre, Richard Salesses |                    |       |
| Le Dernier Tango à Paris                 | Bernardo Bertolucci                  | Marlon Brando, Maria Schneider                                           |                    |       |
| Docteur Popaul                           | Claude Chabrol                       | Jean-Paul Belmondo, Mia Farrow                                           |                    |       |
| Faustine et le bel été                   | Nina Companeez                       | Muriel Catala, Georges Marchal                                           |                    |       |
| Les Feux de la Chandeleur                | Serge Korber                         | Annie Girardot, Jean Rochefort, Claude Jade                              |                    |       |
| Les Fous du stade                        | Claude Zidi                          | Gérard Rinaldi, Jean Sarrus                                              | Comédie            |       |
| Le Grand Blond avec une chaussure noire  | Yves Robert                          | Pierre Richard, Jean Rochefort                                           | Comédie            |       |
| L'Humeur vagabonde                       | Edouard Luntz                        | Jeanne Moreau, Michel Bouquet                                            | Drame              |       |
| Le Joueur de flûte                       | Jacques Demy                         | Donovan, Jack Wild                                                       | Fil musical        |       |
| Les Joyeux lurons                        | Michel Gérard                        | Alice Sapritch, Paul Préboist                                            | Comédie            |       |
| Letter to Jane                           | Jean-Luc Godard et Jean-Pierre Gorin |                                                                          | Expérimental       |       |
| Les Petits Enfants d'Attila              | Jean-Pierre Bastid                   | Féodor Atkine, Peter Campbell                                            |                    |       |
| Nous ne vieillirons pas ensemble         | Maurice Pialat                       | Marlène Jobert, Jean Yanne                                               |                    |       |
| Quelques messieurs trop tranquilles      | Georges Lautner                      | Jean Lefebvre, Michel Galabru Paul Préboist                              | Comédie            |       |
| Quoi ?                                   | Roman Polanski                       | Marcello Mastroianni, Sydne Rome                                         |                    |       |
| Le Serpent                               | Henri Verneuil                       | Yul Brynner, Dirk Bogarde                                                |                    |       |
| Sex-shop                                 | Claude Berri                         | Claude Berri, Jean-Pierre Marielle                                       |                    |       |
| Tout va bien                             | Jean-Luc Godard et Jean-Pierre Gorin | Jane Fonda, Yves Montand                                                 |                    |       |
| Un flic                                  | Jean-Pierre Melville                 | Alain Delon, Richard Crenna, Catherine Deneuve                           | Policier           |       |
| Une belle fille comme moi                | François Truffaut                    | Bernadette Lafont, Charles Denner                                        | Comédie dramatique |       |